# دكتوراه في ممارسة التمريض
دكتوراه في ممارسة التمريض (DNP) هي شهادة في التمريض. في الولايات المتحدة، تعتبر DNP واحدة من درجتي دكتوراه في التمريض، والأخرى هي PhD (دكتوراه في الفلسفة). يعتمد منهج درجة DNP على برامج الماجستير التقليدية من خلال توفير التعليم في الممارسة القائمة على الأدلة، وتحسين الجودة، وقيادة النظم.
تشمل الممارسة المتقدمة للممرضات المسجلات (APRNs) ممارس التمريض (NP)، طبيب التخدير الممرض المعتمد (CRNA)، قابلة ممرضة معتمدة (CNM)، أخصائي ممرضة سريرية (CNS) ويتم إعدادها في برامج الماجستير على الرغم من أن ما يقرب من 52% من برامج التخدير الممرضة ستمنح DNP، فإن الـ 48% الباقية قد يستخدمون عنوان Doctor of Nurse Anesthesia Practice (DNAP).

## متطلبات التعليم في الولايات المتحدة
وفقًا للجمعية الأمريكية لكليات التمريض (AACN)، فإن الانتقال إلى برامج التمريض المسجلة في الممارسة المتقدمة من مستوى الدراسات العليا إلى مستوى الدكتوراه هو "... استجابة للتغيرات في تقديم الرعاية الصحية والرعاية الصحية الناشئة تم تحديد الاحتياجات أو المعرفة الإضافية أو مجالات المحتوى من خلال الممرضات الممارسين. بالإضافة إلى ذلك، فإن المعرفة المطلوبة لتوفير القيادة في مجال التمريض معقدة للغاية وتتغير بسرعة إلى درجة أن التعليم الإضافي أو الدكتوراه أصبح مطلوب. " وفقا لــAACN، "... تشمل فوائد برامج الدكتوراه التي تركز على الممارسة ما يلي:
- تطوير الكفاءات المتقدمة المطلوبة لأدوار الهيئات التدريسية والكلية والقيادية المتزايدة التعقيد
- تعزيز المعرفة لتحسين ممارسة التمريض ونتائج المرضى.
- تعزيز مهارات القيادة لتعزيز الممارسة وتقديم الرعاية الصحية.
- تحقيق أفضل توافق بين متطلبات البرنامج والاعتمادات والوقت مع بيانات الاعتماد المكتسبة.
- توفير بيانات اعتماد تعليمية متقدمة لأولئك الذين يحتاجون إلى معرفة الممارسة المتقدمة ولكن لا يحتاجون أو يريدون التركيز على البحوث قوية (مثل أعضاء هيئة التدريس السريرية).
- التكافؤ مع الآخرين المهن الصحية، ومعظمها حاصل على درجة الدكتوراه باعتبارها الاعتماد المطلوب للممارسة.
- تعزيز القدرة على جذب الأفراد للتمريض من خلفيات غير التمريض، وزيادة المعروض من أعضاء هيئة التدريس للتعليم السريري.
- وتحسين صورة التمريض.[2]

الانتقال نحو الدكتوراه
أوصت AACN بنقل جميع البرامج التعليمية للممرضات والممرضات للمبتدئين من درجة الماجستير في العلوم في التمريض (MSN) إلى درجة DNP.اتبعت الجمعية الأمريكية لممرضين التخدير ، تتطلب شهادة DNP (أو طبيب التخدير ممرضة DNAP) لبرامج التخدير ممرضة المبتدئين بحلول عام2025. وفي الوقت نفسه، أعلنت الجمعية الوطنية لأخصائيي التمريض ممرضة (NACNS) في يوليو 2015 مصادقتها على دكتوراه في ممارسة التمريض (DNP) باعتبارها الدرجة المطلوبة لدخول الجهاز العصبي المركزي إلى الممارسة بحلول عام 2030. الممارسين الممرضات وأطباء التخدير الممرضين الذين يمارسون حاليًا إما مع MSN أو شهادة لن تكون مطلوبة للحصول على DNP للممارسة المستمرة.
يوجد في الولايات المتحدة درجتان لنيل درجة الدكتوراه النهائية في مجال التمريض: دكتوراه في ممارسة التمريض (DNP)، ودكتوراه في الفلسفة (دكتوراه). درجة الدكتوراه السابقة قد تم، أو هي في طور التخلص منها وتحويلها إلى واحدة من درجتي الدرجة النهائية. انتقل دكتور التمريض (ND، وليس الخلط بينه وبين Naturopathic Doctor) و (DrNP) إلى DNP في حين أن دكتوراه في علوم التمريض (DNSc، DNS أو DSN) قد انتقل إلى الدكتوراه. تعتبر درجة الدكتوراه في التمريض بشكل عام هي الدرجة الأكاديمية والبحثية، في حين أن DNP هي الدرجة النهائية الموجهة نحو الممارسة أو المهنية.